# …All This Time
...All This Time – trzeci album koncertowy Stinga, wydany w 2001 roku. Zawiera utwory wykonane 11 września 2001 przy niewielkiej, 200-osobowej widowni zgromadzonej w Il Palagio (Włochy). Piosenki w większości różnią się znacząco od oryginałów. W albumie znalazły się nie tylko piosenki z dyskografii Stinga, ale także kilka utworów z czasów The Police, np. Every Breath You Take lub Roxanne. Tytuł zaczerpnięto z identycznego tytułu piosenki albumu The Soul Cages.
Album został wyprodukowany przez Stinga i Kippera.
W Polsce nagrania osiągnęły status złotej płyty.

## Powiązania z atakiem terrorystycznym
Album nagrano 11 września 2001, w dniu ataku terrorystycznego na World Trade Center w Nowym Jorku. Gdy Sting dowiedział się o tym zdarzeniu, zaproponował muzykom odwołanie koncertu. Nikt jednak się nie zgodził i koncert odbył się według planów. Ze względu na okoliczności artysta zadedykował album ofiarom tragedii tamtego dnia. W zamachu zginął jeden z bliskich przyjaciół muzyka.

## Lista utworów
Wszystkie utwory autorstwa Stinga, z wyjątkiem "A Thousand Years" (Kipper, Sting), "Shape of My Heart" (Dominic Miller, Sting) i "Dienda" (Kenny Kirkland, Sting)

### Wersja CD
1. "Fragile"
2. "A Thousand Years"
3. "Perfect Love... Gone Wrong"
4. "All This Time"
5. "Seven Days"
na edycji przeznaczonej na rynek japoński[6]
6. "The Hounds of Winter"
7. "Mad About You"
piosenka nie znalazła się na edycji amerykańskiej[7]
8. "Don't Stand So Close to Me"
9. "When We Dance"
10. "Dienda"
11. "Roxanne"
12. "(If You Love Someone) Set Them Free"
13. "Brand New Day"
14. "Fields of Gold"
15. "Moon over Bourbon Street"
16. "Shape of My Heart"
na edycji przeznaczonej na rynek brytyjski[8] i japoński[6]
17. "If I Ever Lose My Faith In You"
18. "Every Breath You Take"

### Wersja DVD
1. "Fragile"
2. "A Thousand Years"
3. "Perfect Love... Gone Wrong"
4. "All This Time"
5. "Seven Days"
6. "The Hounds of Winter"
7. "Don't Stand So Close to Me"
8. "When We Dance"
9. "Dienda"
10. "Roxanne"
11. "If You Love Somebody Set Them Free"
12. "Brand New Day"
13. "Fields of Gold"
14. "Moon over Bourbon Street"
15. "Shape of My Heart"
16. "If I Ever Lose My Faith In You"
17. "Every Breath You Take"

Wersja DVD zawiera dodatkowo wykonania piosenek "Every Little Thing She Does Is Magic", "Fill Her Up" oraz "Englishman in New York". Zawiera również nagrania z prób oraz dokument na temat pracy nad tym albumem.

## Twórcy
- Sting – śpiew, gitara akustyczna i basowa
- Dominic Miller – gitara
- Kipper – instrumenty klawiszowe, programowanie
- Chris Botti – trąbka
- Marcos Suzano – instrumenty perkusyjne
- Jacques Morelenbaum – wiolonczela
- Christian McBride – kontrabas
- Manu Katché – perkusja
- Jason Rebello – fortepian
- B.J. Cole – elektryczna gitara hawajska
- Janice Pendarvis – chórki
- Katreese Barnes – chórki
- Jeff Young – chórki, organy Hammonda
- Clark Gayton – puzon

gościnnie:
- Cheb Mami – śpiew w piosence "Desert Rose" z nagrania z próby generalnej dzień przed koncertem (tylko na DVD)
- Haoua Abdenacer – darbuka w piosence "Mad About You" (na CD) oraz w "Desert Rose" z nagrania z próby generalnej dzień przed koncertem (na DVD)